# Algèbre de Hecke doublement affine
En mathématiques, une algèbre de Hecke doublement affine, ou algèbre de Cherednik, est une algèbre contenant l'algèbre de Hecke d'un groupe de Weyl affine, définie comme un quotient de l'anneau de groupe d'un groupe de tresses doublement affine. Ces algèbres, connues également sous l'acronyme DAHA (pour double affine Hecke algebra), ont été introduites par Ivan Cherednik, qui les a utilisées pour démontrer la conjecture du terme constant formulée par Ian G. Macdonald pour les polynômes éponymes. Les algèbres infinitésimales de Cherednik ont des implications significatives pour la combinatoire algébrique et la théorie des représentations, elles ont donc des applications importantes en physique des particules et en chimie.